# Observatori Inter-Americà del Cerro Tololo
L'Observatori Inter-Americà del Cerro Tololo, CTIO per les seves sigles en anglès, se situa a la vall d'Elqui, aproximadament a 80 km de la ciutat de la Serena, a la Regió de Coquimbo, Xile, a una altura de 2200 msnm.

## Descripció
L'observatori de Cerro Tololo consta de 7 cúpules, de les quals només 5 es mantenen en funcionament.
El projecte es va iniciar l'any 1962 i es va concretar el 7 de novembre de 1967. Des de gener de 1976, opera el seu telescopi més gran, Víctor Blanco, de 4 metres de diàmetre. Els seus telescopis són anomenats pel diàmetre que posseeixen.
És operat per la Association of Universities for Research in Astronomy (AURA), consorci d'universitats privades estatunidenques en col·laboració amb la National Optical Astronomy Observatories, NOAO, sota conveni amb la National Science Foundation i la Universitat de Xile.
Amb un clima moderat pels corrents d'aire fred, que venen del sud-oest en l'oceà Pacífic, i pel corrent de Humboldt, que viatja cap al nord des de l'oceà Antàrtic al llarg de la costa de Xile, amb un cel gairebé perfece i lliure de llums de ciutats, una atmosfera molt transparent, la proximitat del desert i les fredes capes d'aire oceànic que es mouen sense turbulència apreciable cap a la serralada dels Andes, es combinen per crear un dels millors llocs del món per a observacions astronòmiques.

És possible realitzar visites a l'observatori Tololo cada dissabte del mes. Aquestes són guiades i gratuïtes amb una durada total de tres hores, aproximadament. És necessari demanar una autorització amb almenys un mes d'anticipació i s'ha de comptar amb un vehicle propi per arribar-hi. Les visites es realitzen durant el dia, i es componen d'una xerrada i un recorregut per les instal·lacions. No és possible observar pel telescopi per tractar-se un telescopi científic i professional.

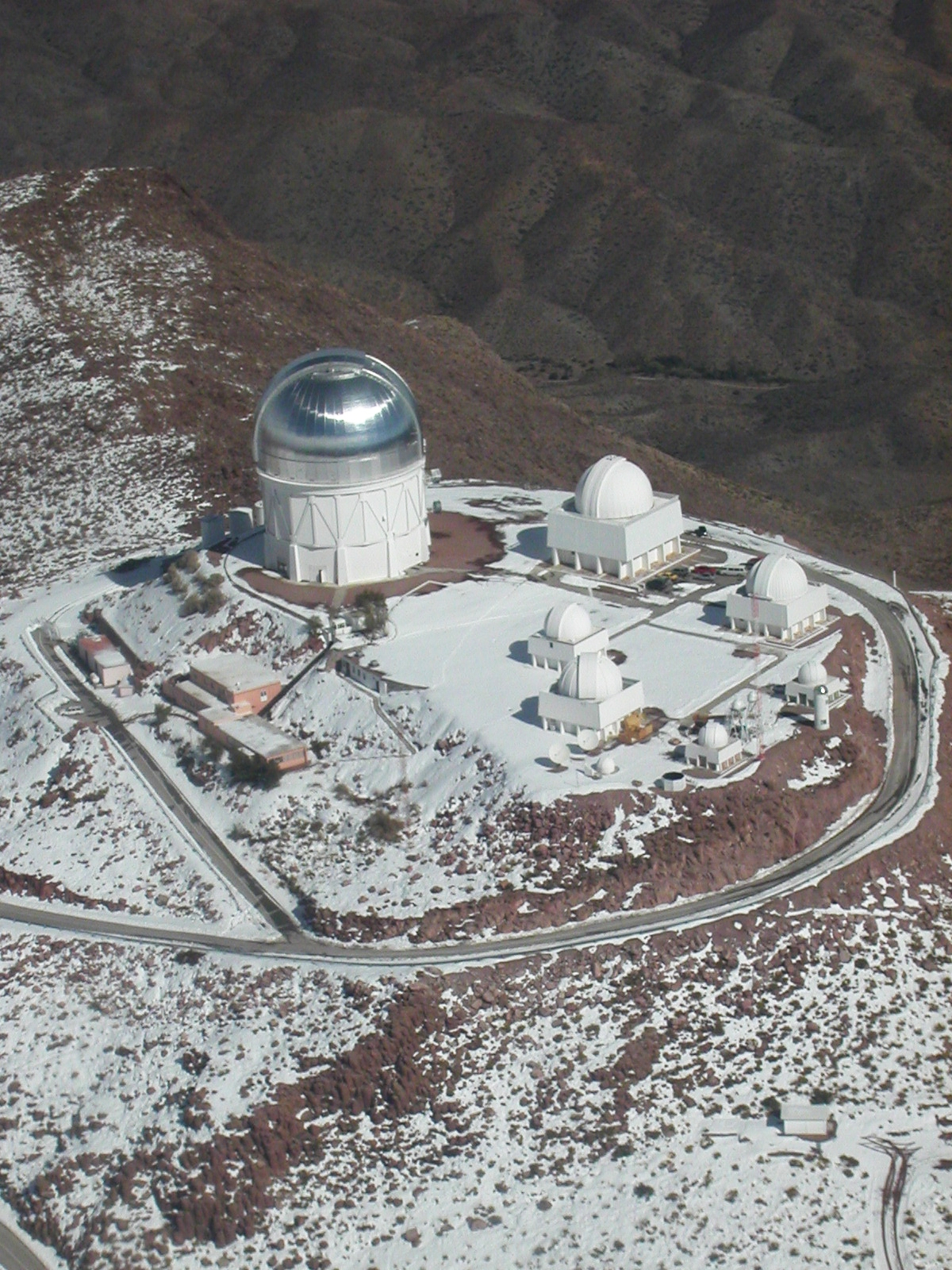
Vista aéria.
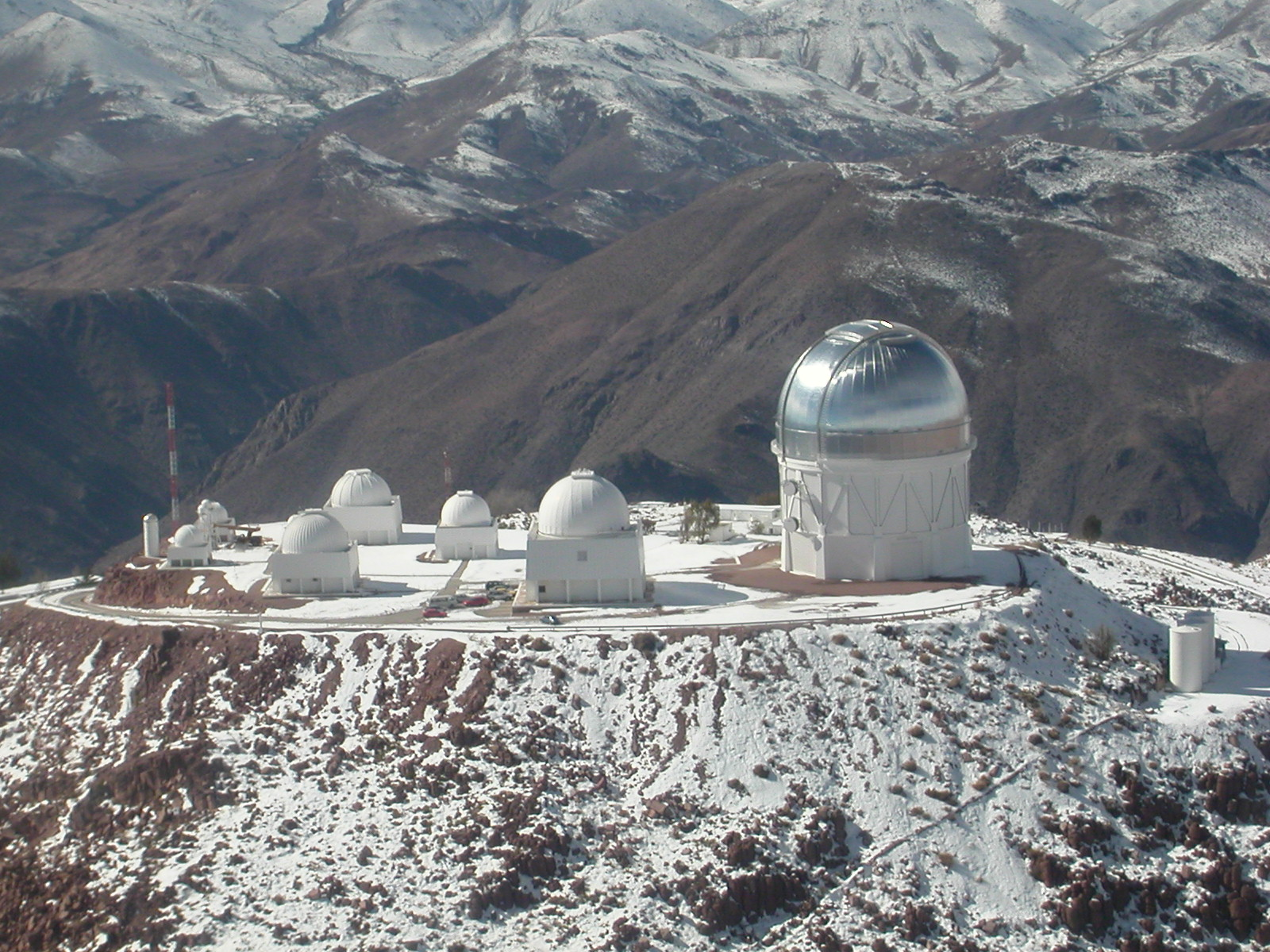
Vista Aéria.
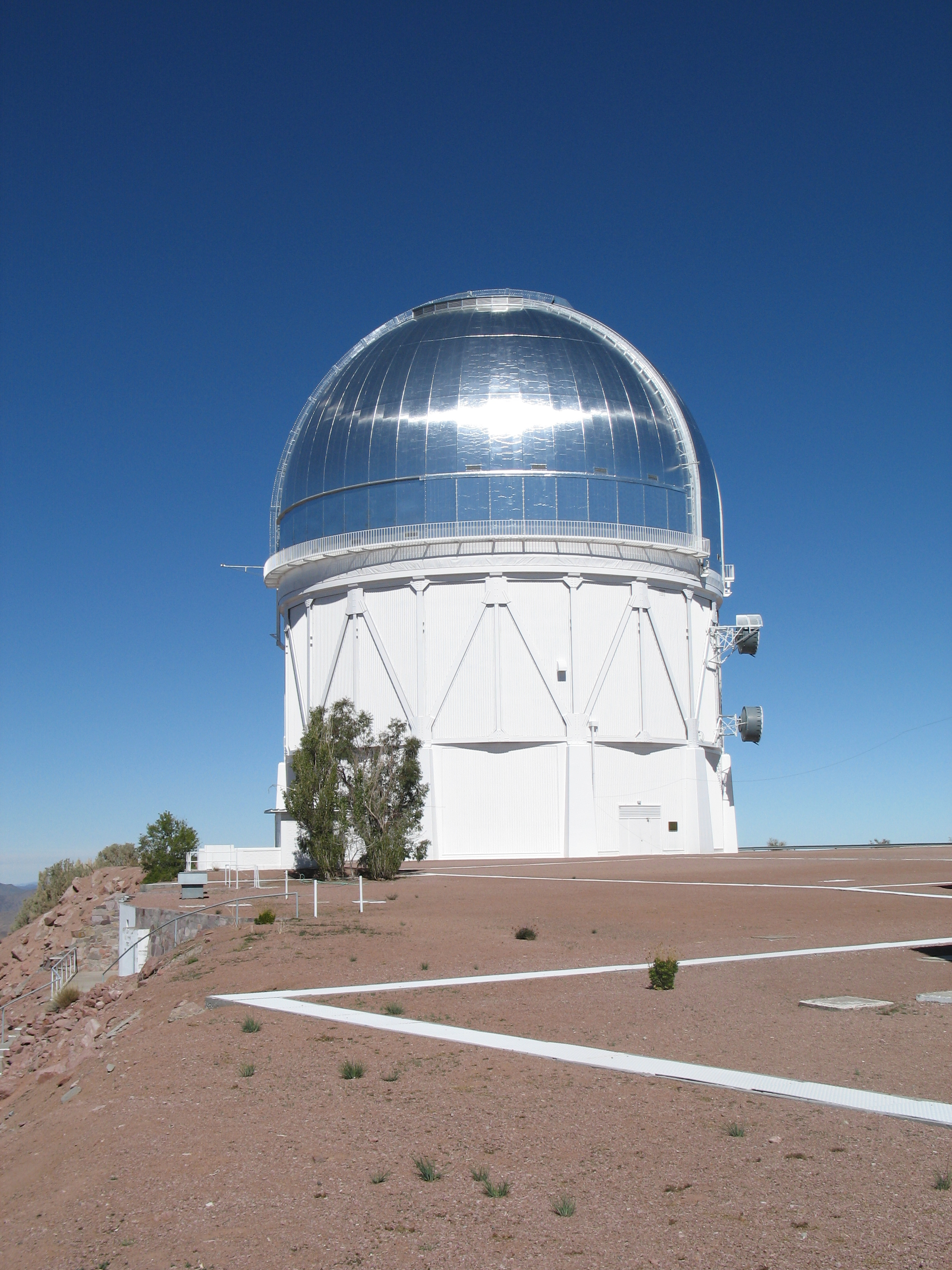
Cúpula del Telescopi Víctor Blanco.
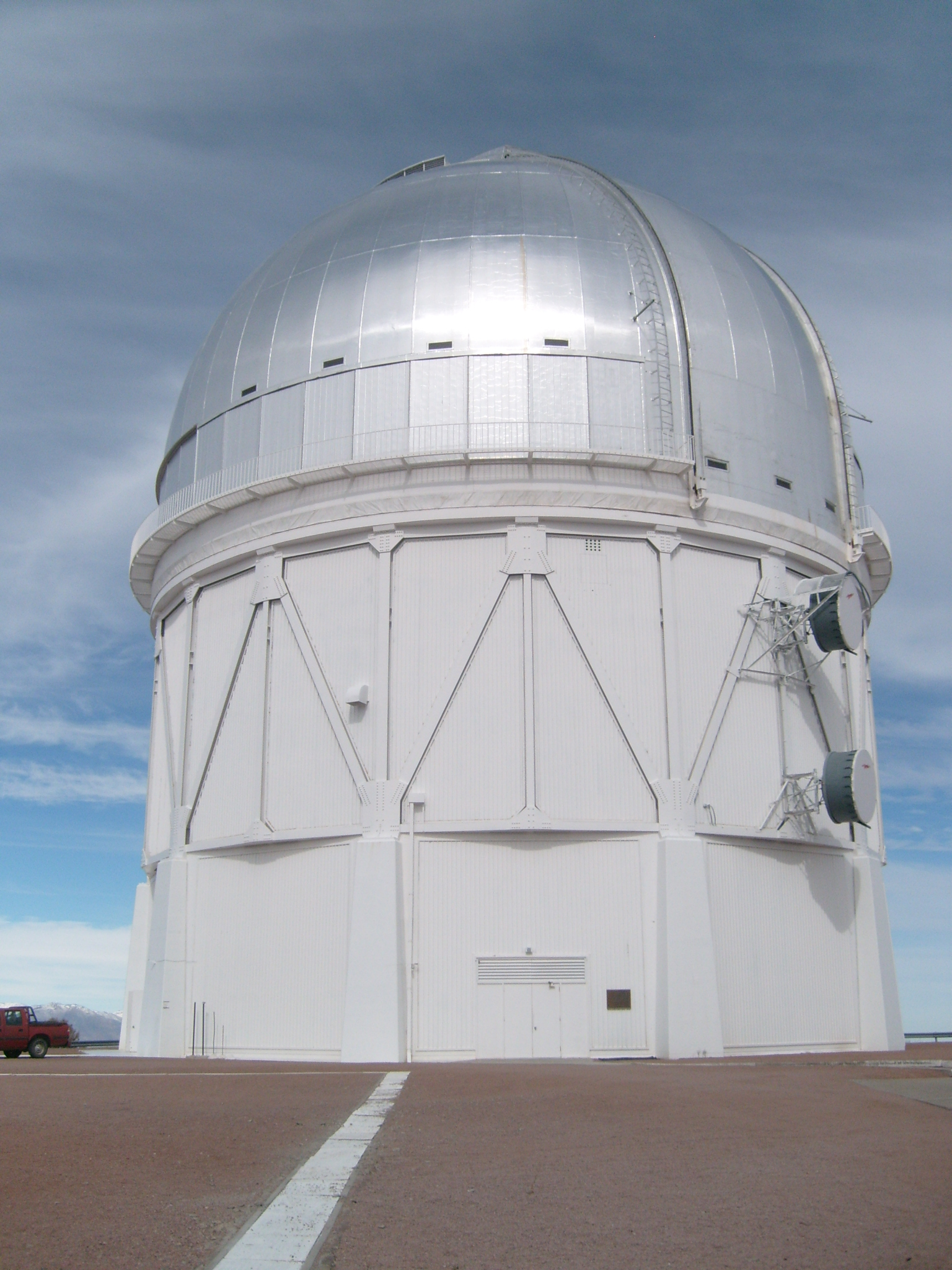
Cúpula Telescopi Víctor Blanco.
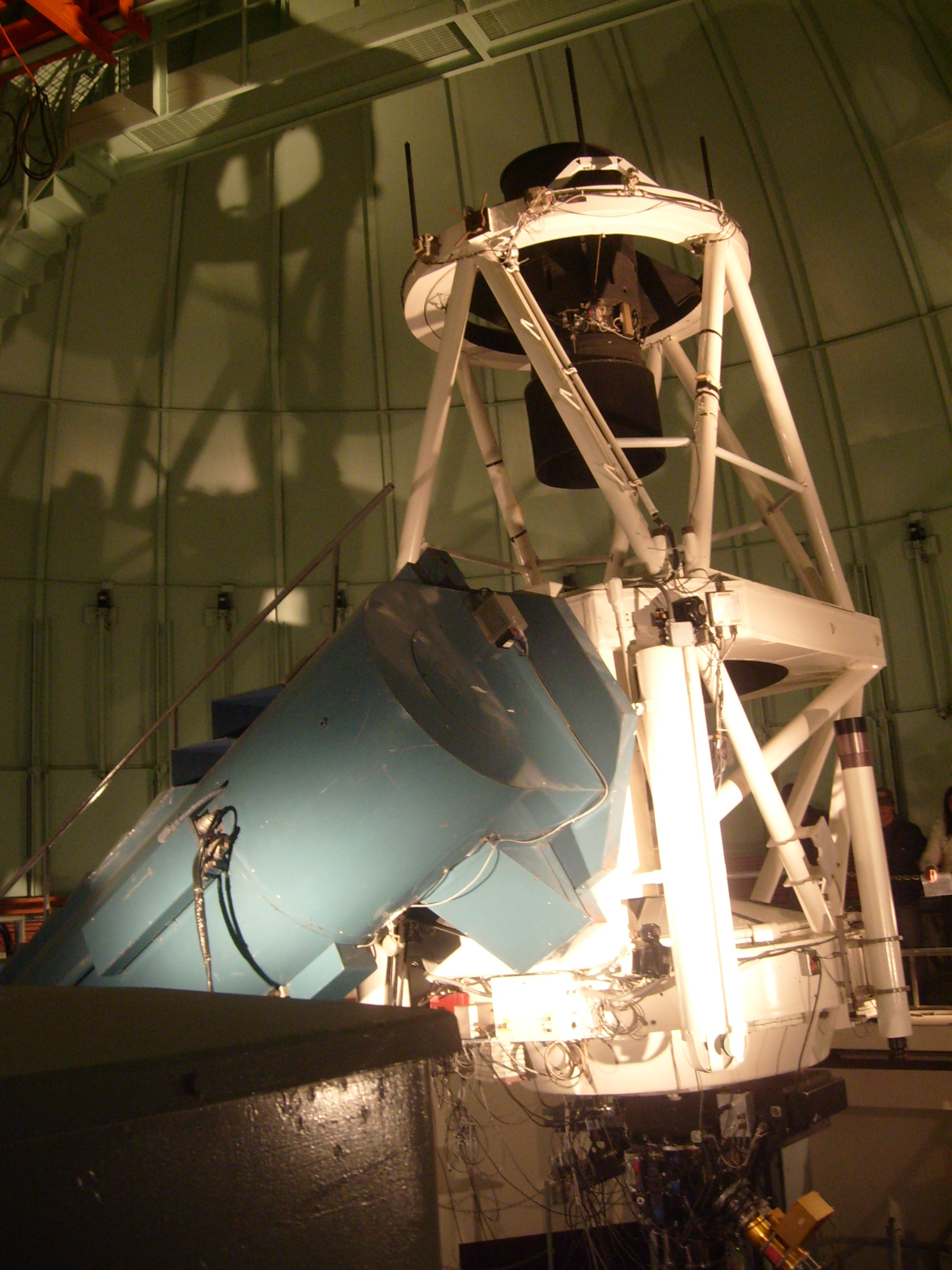
Telescopi "Metro y medio".
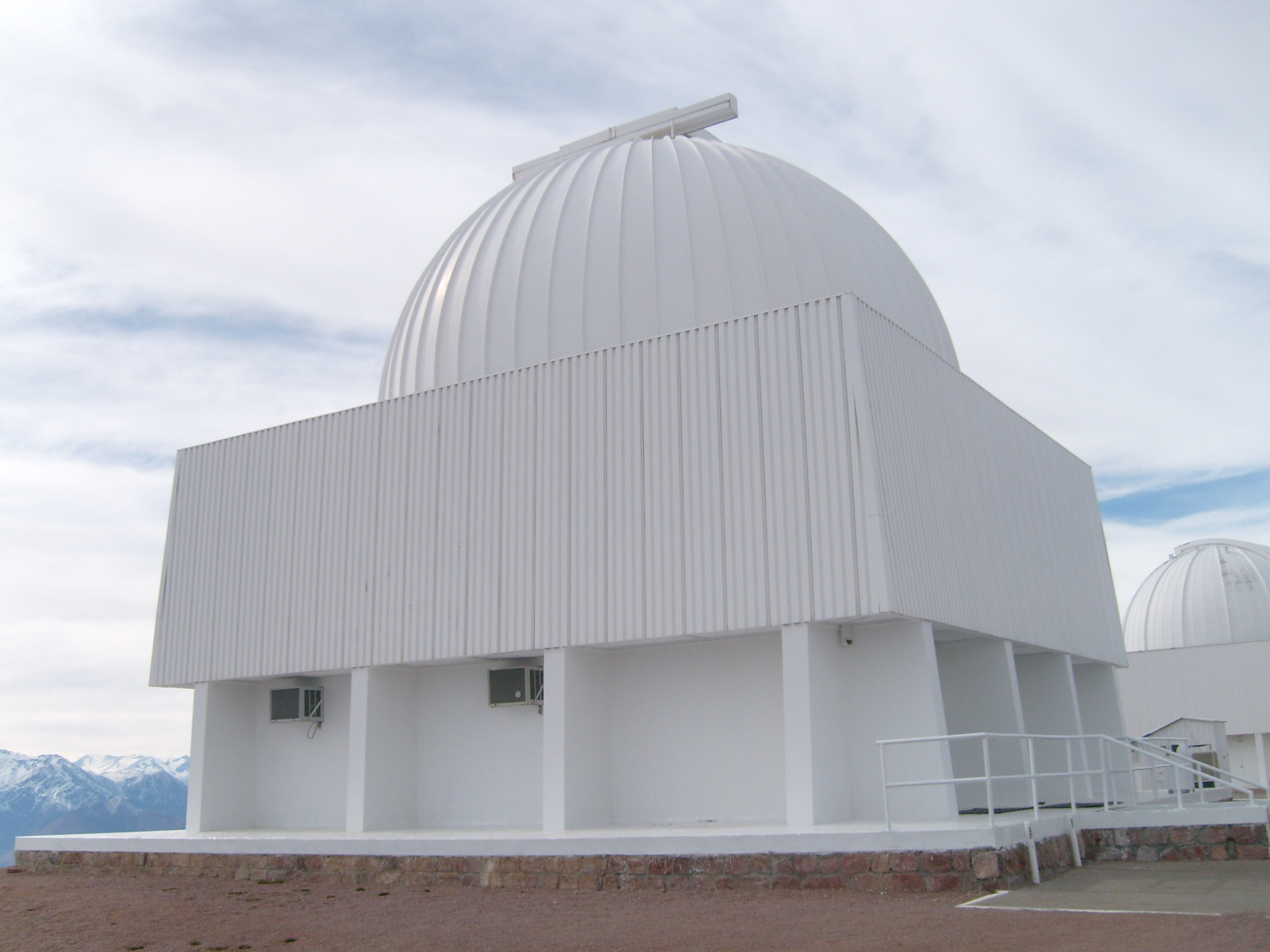
Cúpula Telescopi "Metro y medio".
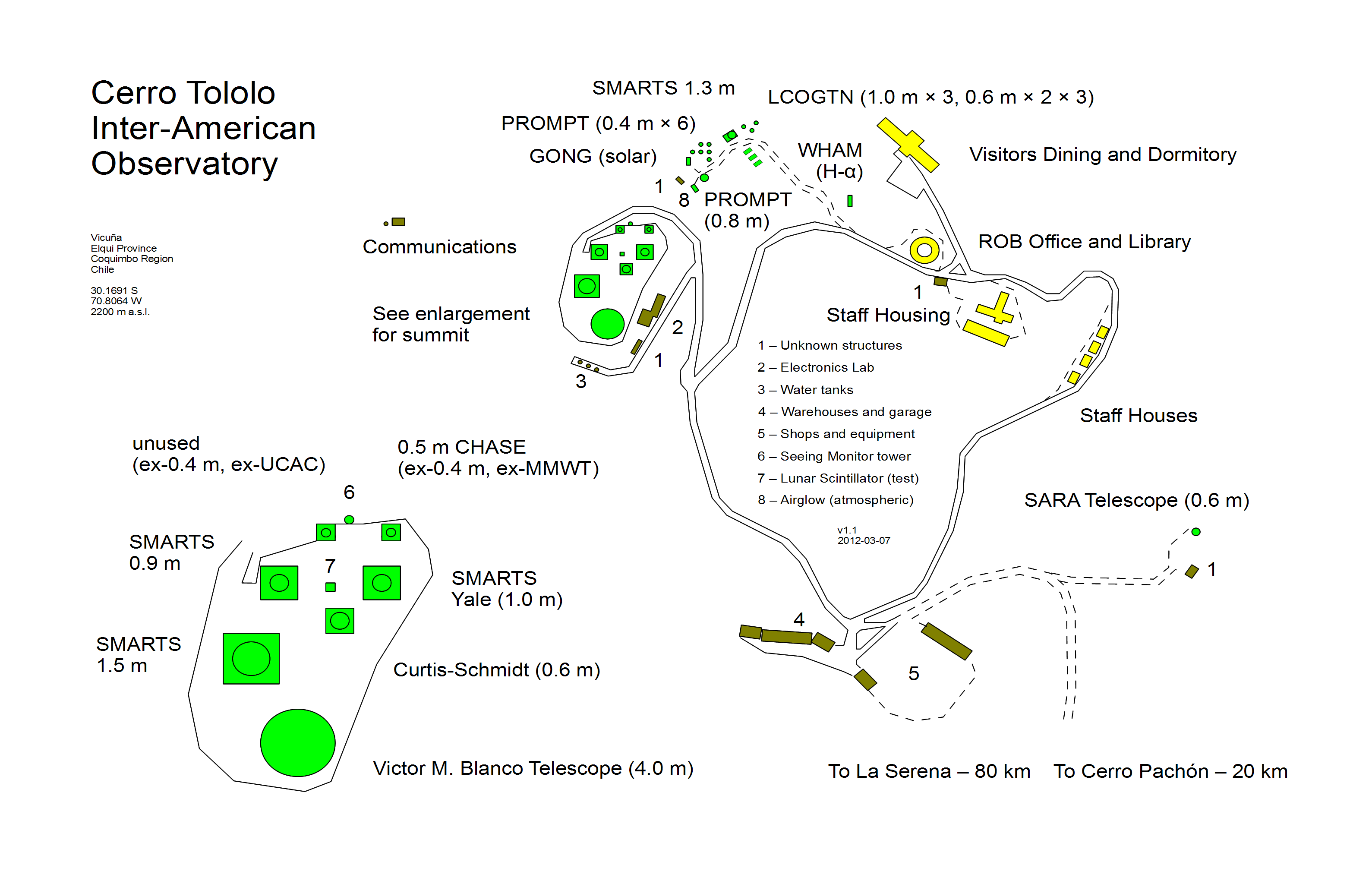
Telescopis i altres instal·lacions al cim de "Cerro Tololo"

## Telescopis
- El Telescopi Víctor M. Blanco (Blanco 4m) es va completar en 1974 i és molt similar al Telescopi Nicholas O. Mayall que es va completar en el KPNO en 1973.[2] Les proves del telescopi i els instruments van durar fins a principis de 1976 quan van començar les operacions científiques.[3] El Blanco 4m és l'únic telescopi a Cerro Tololo gestionat directament per NOAO.[4]

- El Telescopi d'Investigació Astrofísica del Sud (SOAR) de 4,1 m, és un telescopi òptic i d'infraroig proper situat a Cerro Pachón. Va ser dedicat en 2004 i és administrat per NOAO per a un consorci internacional del com NOAO és soci.[4][5]

### Telescopis SMARTS
- El telescopi SMARTS d'1,5 m (59,1 plg) és un reflector Cassegrain en una muntura equatorial. Les observacions regulars van començar en 1968.[6]
- El telescopi SMARTS d'1,3 m (51,2 plg)és un reflector Cassegrain sobre una muntura equatorial. Va ser construït per M3 Engineering and Technology Corporation i utilitzat pel 2-micron All-Sky Survey (2MASS). Va començar a funcionar en 1998 i va ser lliurat al CTIO en 2001, una vegada finalitzat l'estudi.[7]
- El Telescopi SMARTS Yale d'1 m és un reflector Cassegrain de tub tancat construït per Boller i Chivens. Es va instal·lar per primera vegada en 1965 en l'Estació d'Observació Bethany de l'Observatori de la Universitat Yale.[8] Es va traslladar al CTIO en 1974.[9] De 1998 a 2002, va ser utilitzat pel consorci Universitat Yale-AURA-Universitat de Lisboa-Universitat Estatal d'Ohio (YALO) amb un sensor fabricat a mesura. En 2004 es va integrar en SMARTS.[10]
- El telescopi SMARTS d'1,3 m és un reflector Cassegrain de tub tancat. Va ser instal·lat en el CTIO en 1966.[11]

### Telescopis dels inquilins
- El Telescopi del Sud de 0,6 m Southeastern Association for Research in Astronomy (SARA) South Telescope és un telescopi reflector construït per Boller i Chivens. Instal·lat en 1968 per al Programa Internacional de Patrulla Planetària, era propietat de l'Observatori Lowell i estava operat per ell. En algun moment el control va passar a les mans del CTIO, que va durar fins a 1996, després de la qual cosa Lowell va utilitzar el telescopi de forma intermitent.[12] Va ser reformat per SARA i posat de nou en marxa en 2010.[13] El temps d'observació es comparteix entre els membres del consorci SARA.
- El Telescopi Curtis-Schmidt de 0,61 m és una càmera Schmidt que es va instal·lar en el CTIO en 1966.[14] Anteriorment es trobava en l'Observatori del Llac Portage de la Universitat de Michigan. Actualment s'utilitza per al projecte Michigan Orbital DEbris Survey Telescope (MODEST), que forma part del programa de la NASA per detectar i catalogar deixalles orbitals.[15] Dos terços del temps d'observació van ser a discreció de NOAO abans de 2001.[11] De 1989 a 1995 va ser utilitzat en part pel Survey Calán/Tololo.
- El Wisconsin H-Alpha Mapper (WHAM) és un telescopi construït a mesura de 0,6 m que s'utilitza per estudiar el medi ionitzat calent. En 2009, va ser traslladat al CTIO des del KPNO, on va funcionar des de 1996 fins a 2008.[16]
- Un telescopi reflector de 0,5 m construït per l'Officina Stellare d'Itàlia va ser instal·lat en 2010 com a part de la Chilean Automatic Supernova Search (CHASE, Recerca Automàtica de Supernoves a Xile).[17] El projecte està a càrrec del Centre d'Excel·lència en Astrofísica i Tecnologies Associades (CATA) de la Universitat de Xile Departament d'Astronomia. El telescopi també formarà part del Global Robotic-telescopes Intelligent Array (GLORIA).[18] Està situat a l'edifici que anteriorment albergava el Telescopi d'Ones Mil·limètriques. 30° 10′ 06.97″ S, 70° 48′ 21.65″ O / 30.1686028°S,70.8060139°O La cúpula existent es va substituir per una nova cúpula de tipus bivalve com a part del projecte. Des de 2009, CHASE ha utilitzat els telescopis PROMPT durant un 10% del temps.
- La instal·lació PROMPT (Telescopis Robòtics de Seguiment i Polarimetria Ancromàtica) consta de cinc telescopis reflectors Ritchey-Chrétien de 0,4 m construïts per RC Optical Systems. Cada telescopi està equipat amb un filtre i una càmera dissenyats per observar esclats de rajos gamma en diferents longituds d'ona. Quan no observen un esdeveniment, els telescopis són utilitzats a distància per estudiants d'escoles públiques de Carolina del Nord (EUA). La construcció de sis cúpules totalment automatitzades va començar en 2004 i els telescopis van començar a funcionar en 2006.[19] L'estat d'un sisè telescopi, originalment planejat per observar en longituds d'ona de l'infraroig proper, no és clar. L'edifici per a un setè telescopi PROMPT, una unitat més gran de 0,8 m, es va completar en 2011.[20] 30° 10′ 03.52″ S, 70° 48′ 18.91″ O / 30.1676444°S,70.8052528°O
- El Global Oscillations Network Group (GONG) va desplegar una estació d'observació per estudiar l'heliosismologia en 1995.[21]
- Vuit telescopis de 40 cm, cadascun d'ells equipat amb una càmera CCD sensible a la llum òptica vermella i a l'infraroig proper, utilitzats pel Projecte MEarth.[22]

### Antics telescopis
- El Telescopi Millimeter-wave d'1,2 m és un reflector Cassegrain amb un mirall primari fet d'alumini mecanitzat, remecanizado a EUA per Phelps-Dodge amb una precisió superficial de lambda/400.[23] Va ser instal·lat en el CTIO en 1982, i un telescopi idèntic es troba en el Harvard-Smithsonian Center for Astrophysics. Es va utilitzar per a la cartografia-espectromètrica de la distribució del monòxid de carboni a una longitud d'ona en repòs de 2,6 mil·límetres en núvols moleculars en el tercer i quart quadrant de la Via Làctica, i en els Núvols de Magallanes mentre estava en el CTIO. En 2009 va ser traslladat al campus de l'Observatori Astronòmic Nacional de Xile en el Cerro Calán, prop de Santiago.[24] 30° 10′ 06.97″ S, 70° 48′ 21.65″ O / 30.1686028°S,70.8060139°O
- Un telescopi de 0,41 m va ser transportat al cim en mules en 1961 per realitzar proves en el lloc.[25] Més tard va ser instal·lat en una cúpula en el CTIO en 1965.[14] La seva cúpula va ser utilitzada pel Telescopi d'Ones Mil·limètriques a partir de 1982.30° 10′ 06.97″ S, 70° 48′ 21.65″ O / 30.1686028°S,70.8060139°O
- En 1965 es va instal·lar un segon telescopi de 0,41 m.[14] Es va retirar en algun moment i l'edifici es va utilitzar per la UCAC.30° 10′ 06.95″ S, 70° 48′ 22.82″ O / 30.1685972°S,70.8063389°O
- Un astrógrafo de 0,2 m va ser utilitzat pel projecte USNO CCD Astrograph Catalog (UCAC) des de 1998 fins a 2001. Estava situat en una de les cúpules del telescopi de 16 polzades. Després d'estudiar el cel del sud va ser traslladat a l'Estació Flagstaff de l'Observatori Naval dels Estats Units per completar la seva missió.[26] 30° 10′ 06.95″ S, 70° 48′ 22.82″ O / 30.1685972°S,70.8063389°O
- El Southern H-Alpha Sky Survey Atlas (SHASSA) va funcionar en el CTIO des de 1997 fins a 2006 en la seva pròpia petita cúpula, sobrenomenada El Nan pel personal local.[27][28] Va ser retirat al final del projecte i donat a una escola de la Serena.[29]

### Futurs telescopis
- La Xarxa Global de Telescopis de l'Observatori Las Cumbres està construint tres telescopis d'1 m en Cerro Tololo. La construcció de les cúpules va començar en 2010 i es va completar en 2011.[30][31] Els telescopis estaran disponibles per a ús científic i educatiu, i es planeja un conjunt de telescopis més petits.30° 10′ 02.58″ S, 70° 48′ 17.24″ O / 30.1673833°S,70.8047889°O
- L'Observatori Vera C. Rubin (LSST) és un telescopi reflector de 8,4 m en construcció en el Cerro Pachón. La construcció va començar en 2011 i s'espera que la primera llum sigui a la fi de 2015.[32] S'utilitzarà per a un sondeig astronòmic similar al sondeig 2MASS realitzat en el CTIO. Igual que amb Gemini, el LSST es gestionarà per separat de CTIO.30° 14′ 40.68″ S, 70° 44′ 57.90″ O / 30.2446333°S,70.7494167°O. Un telescopi de suport més petit d'1,4 metres per LSST es construirà en un cim adjacent.30° 14′ 41.27″ S, 70° 44′ 51.80″ O / 30.2447972°S,70.7477222°O
- En Cerro Tololo s'està construint actualment un telescopi d'1,6 metres que serveix de suport a la Xarxa Coreana de Telescopis de Microlents (KMTNet), dirigida per l'Institut Coreà d'Astronomia i Ciències de l'Espai (KASI).[33] 30° 10′ 01.84″ S, 70° 48′ 14.39″ O / 30.1671778°S,70.8039972°O

- Està previst construir a Cerro Tololo un telescopi de 0,82 metres anomenat "T80-Sud" que recolzarà el projecte Southern Massive Astrophysical Panchromatic Survey (S-MAPS).30° 10′ 04.31″ S, 70° 48′ 20.48″ O / 30.1678639°S,70.8056889°O El projecte S-MAPS també proposa construir un telescopi més gran de 2,55 metres a Cerro Pachón.[34]

## Descobriments
| Asteroidess descoberts: 5 | Asteroidess descoberts: 5 |
| ------------------------- | ------------------------- |
| (87269) 2000 OO67         | 29 de juliol de 2000      |
| (87555) 2000 QB243        | 25 d'agost de 2000        |
| (88611) Teharonhiawako    | 20 d'agost de 2001        |
| (134210) 2005 PQ21        | 9 d'agost de 2005         |
| (139775) 2001 QG298       | 19 d'agost de 2001        |

En el matí del dissabte 7 de desembre de 2013, Luis González, ajudant d'investigació de la Universitat de Xile, va descobrir el que posteriorment seria confirmat com una supernova per José Maza, astrònom de la Universitat de Xile i investigador del CATA (Centre d'Astrofísica i Tecnologies Afins. La supernova és el primer descobriment realitzat pel CATA 500, un telescopi robòtic dissenyat i operat per un equip xilè situat a la Província de Santiago (Xile), a uns 500 quilòmetres al sud. Forma part del projecte GLORIA, que proporciona accés obert a astrònoms de tot el món a una xarxa de telescopis robòtics operats a distància.
La nova supernova es troba en la galàxia ESO 365-G16, situada a 370 milions d'anys llum de la Terra, i té una massa vuit vegades superior a la del nostre Sol.
L'Hamburguesa de Gómez, que es creu que és un estel jove envoltat per un disc protoplanetari, va ser descoberta en 1985 en fotografies del cel obtingudes per Arturo Gómez, personal tècnic de suport de l'Observatori.